# TV Pforzheim
Maillots
Actualités
Dernière mise à jour : 2 août 2012.
TV Pforzheim est un club allemand de rugby à XV basé à Pforzheim. Il participe à la Rugby Bundesliga.

## Palmarès
- Néant

### Liens
- (de) Site officiel du club
- (de) www.totalrugby.de - Site allemand sur le rugby national et international
- (de) www.rugby-verband.de - Site officiel de la Fédération allemande